# Ołeksij Kasjanow
Ołeksij Serhijowicz Kasjanow, ukr. Олексій Сергійович Касьянов (ur. 26 sierpnia 1985 w Stachanowie) – ukraiński lekkoatleta specjalizujący się wielobojach.
Na dużych imprezach międzynarodowych zadebiutował w 2007 roku zajmując czwarte lokaty na młodzieżowych mistrzostwach Europy oraz uniwersjadzie. W kolejnym sezonie był siódmym zawodnikiem igrzysk olimpijskich w Pekinie. Sezon 2009 rozpoczął od zdobycia tytułu halowego wicemistrza Europy w siedmioboju. Tuż za podium – na czwartym miejscu – zakończył udział w mistrzostwach świata w Berlinie (2009). Po zajęciu w marcu 2010 szóstego miejsca w siedmioboju na halowych mistrzostwach świata nie udało mu się latem ukończyć dziesięcioboju podczas mistrzostw Europy (Ukrainiec wycofał się z rywalizacji po piątej konkurencji, czyli biegu na 400 metrów). Zajął dalszą lokatę na mistrzostwach świata w Daegu. W 2012 został halowym wicemistrzem świata oraz wicemistrzem Europy. Piąty zawodnik halowych mistrzostw świata w Sopocie (2014). Dwa lata później, na kolejnych halowych mistrzostwach globu, sięgnął po srebrny medal. W 2016 zajął miejsce tuż za podium podczas mistrzostw Europy. Szósty zawodnik mistrzostw świata w Londynie (2017).
Stawał na podium czempionatu Ukrainy oraz reprezentował kraj w pucharze Europy i drużynowych mistrzostwach Europy wielobojach lekkoatletycznych oraz meczach międzypaństwowych.
Rekordy życiowe: dziesięciobój – 8479 pkt. (19/20 sierpnia 2009, Berlin); siedmiobój – 6254 pkt. (29/30 stycznia 2010, Zaporoże), rezultat ten jest halowym rekordem Ukrainy.

## Osiągnięcia
| Rok  | Impreza                                               | Miejsce        | Konkurencja                    | Lokata      | Wynik     |
| ---- | ----------------------------------------------------- | -------------- | ------------------------------ | ----------- | --------- |
| 2006 | I liga pucharu Europy w wielobojach                   | Jałta          | dziesięciobój                  | 5. miejsce  | 7999 pkt. |
| 2007 | Młodzieżowe mistrzostwa Europy                        | Debreczyn      | dziesięciobój                  | 4. miejsce  | 7964 pkt. |
| 2007 | Uniwersjada                                           | Bangkok        | dziesięciobój                  | 4. miejsce  | 7858 pkt. |
| 2008 | I liga pucharu Europy w wielobojach                   | Jyväskylä      | dziesięciobój                  | 2. miejsce  | 7874 pkt. |
| 2008 | Igrzyska olimpijskie                                  | Pekin          | dziesięciobój                  | 7. miejsce  | 8238 pkt. |
| 2009 | Halowe mistrzostwa Europy                             | Turyn          | siedmiobój                     | 2. miejsce  | 6205 pkt. |
| 2009 | Superliga pucharu Europy w wielobojach                | Szczecin       | dziesięciobój                  | 3. miejsce  | 8245 pkt. |
| 2009 | Mistrzostwa świata                                    | Berlin         | dziesięciobój                  | 4. miejsce  | 8479 pkt. |
| 2010 | Halowe mistrzostwa świata                             | Doha           | siedmiobój                     | 6. miejsce  | 6019 pkt. |
| 2010 | Mistrzostwa Europy                                    | Barcelona      | dziesięciobój                  | –           | DNF       |
| 2011 | Mistrzostwa świata                                    | Daegu          | dziesięciobój                  | 12. miejsce | 8132 pkt. |
| 2012 | Halowe mistrzostwa świata                             | Stambuł        | siedmiobój                     | 2. miejsce  | 6071 pkt. |
| 2012 | Mistrzostwa Europy                                    | Helsinki       | dziesięciobój                  | 2. miejsce  | 8321 pkt. |
| 2012 | Igrzyska olimpijskie                                  | Londyn         | dziesięciobój                  | 7. miejsce  | 8283 pkt. |
| 2013 | Mistrzostwa świata                                    | Moskwa         | dziesięciobój                  | –           | DNF       |
| 2014 | Halowe mistrzostwa świata                             | Sopot          | siedmiobój                     | 5. miejsce  | 6176 pkt. |
| 2014 | Mistrzostwa Europy                                    | Zurych         | dziesięciobój                  | 8. miejsce  | 8231 pkt. |
| 2015 | Superliga pucharu Europy w wielobojach                | Aubagne        | dziesięciobój                  | 2. miejsce  | 8105 pkt. |
| 2015 | Mistrzostwa świata                                    | Pekin          | dziesięciobój                  | 9. miejsce  | 8262 pkt. |
| 2016 | Halowe mistrzostwa świata                             | Portland       | siedmiobój                     | 2. miejsce  | 6182 pkt. |
| 2016 | Mistrzostwa Europy                                    | Amsterdam      | dziesięciobój                  | 4. miejsce  | 8072 pkt. |
| 2016 | Igrzyska olimpijskie                                  | Rio de Janeiro | dziesięciobój                  | –           | DNF       |
| 2017 | Superliga drużynowych mistrzostw Europy w wielobojach | Tallinn        | dziesięciobój                  | 2. miejsce  | 7958 pkt. |
| 2017 | Mistrzostwa świata                                    | Londyn         | dziesięciobój                  | 6. miejsce  | 8234 pkt. |
| 2018 | Halowe mistrzostwa świata                             | Birmingham     | siedmiobój                     | –           | DNF       |
| 2019 | Halowe mistrzostwa Europy                             | Glasgow        | bieg na 60 metrów przez płotki | eliminacje  | 7,98      |
| 2019 | Superliga drużynowych mistrzostw Europy w wielobojach | Łuck           | dziesięciobój                  | –           | DNF       |